# Freie Tanzgruppe
Als freie Tanzgruppe werden Tanzgruppen bezeichnet, die sich außerhalb des städtischen oder staatlichen Bühnenbetriebs organisieren. 

## Kennzeichen
Zu den typischen Kennzeichen freier Tanzgruppen gehören: 
- die enge Verknüpfung mit einer (oder mehreren) künstlerisch hochaktiven Persönlichkeit(en);
- der Projektcharakter der künstlerischen Arbeit;
- die Beschränkung der gesicherten Finanzierung auf das nächste Projekt;
- kleine Ensembles mit häufig wechselnder Besetzung;
- Zusammenspiel verschiedener Kunstformen wie Musik, Schauspiel oder Videoinstallationen; sowie
- das Aufgreifen aktueller Trends (z. B. Hip-Hop) oder ethnisch tradierter Tanzformen.

Ein weiteres wesentliches Kennzeichen ist die in vielen Fällen internationale Besetzung der Tanzgruppen, wodurch eine Beschränkung auf den deutschen Sprachraum der Tätigkeit und Wirkung freier Tanzgruppen nicht gerecht wird. Abgrenzend sollen Solisten, die als Choreographen und Tänzer in Personalunion arbeiten, nicht als Tanzgruppe bezeichnet werden.
Es lassen sich andere Merkmale aufzählen, die zwar nicht kennzeichnend für freie Tanzgruppen sind, aber sehr wohl zum Alltag freier Tanzgruppen gehören: Unklarheit der Rechtsform und des Versichertenstatus der mitwirkenden Künstler, Techniker u. a.; Altersvorsorge muss privat geleistet werden und kann aufgrund der geringen Einkünfte häufig nicht erbracht werden; ein hoher Bekanntheitsgrad der Künstler innerhalb der Tanzszene; Finanzierung sehr verschieden, z. B. durch die Bundesländer, Institutionen (Goethe-Institut, British Council etc.), oder private Förderer; da sich die Gruppen keine Lagerräume leisten können, ist das Bühnenbild häufig eine Mischung aus Licht, Stoff und anderer auf den meisten Bühnen verfügbarer Mittel wie Klebeband, Karton, Stühle etc.; eine freie Tanzgruppe kann als Sprungbrett in den etablierten Tanzbetrieb dienen. 

### Verknüpfung mit künstlerisch aktiven Persönlichkeit(en)

#### Im deutschen Sprachraum
Eine der ersten im deutschen Sprachraum aktiven Tanzpersönlichkeiten, die eine freie Tanzgruppe gründeten, war Vera Skoronel. Nachfolgend werden ohne Anspruch auf Vollständigkeit einige Persönlichkeiten genannt, die im deutschen Sprachraum mit einer freien Tanzgruppe künstlerisch aktiv waren oder sind:
- William Forsythe: The Forsythe Company: William Forsythe war der einflussreichste Choreograph der 80er und 90er Jahre und lieferte zahlreichen Choreographen eine an Präzision und Ästhetik dem klassischen Ballett ebenbürtige Tanzsprache.[1] Nach der Auflösung des Ballett Frankfurt im Jahr 2004 hat Forsythe in Zusammenarbeit mit den Bundesländern Hessen und Sachsen die Forsythe Company gegründet.[2]
- Jai Gonzales und Bernhard Fausers: UnterwegsTheater: Jai Gonzales (Peru) und Bernhard Fauser gründeten 1988 das UnterwegsTheater, das bis heute in Heidelberg tätig ist. In einer ehemaligen Autowerkstatt richteten sie die Pro-B Bühne ein, die bis zu ihrem Abriss eine der wichtigsten Adressen für Kunst in Heidelberg war.
- Jean Renshaw: Tanzwerk Nürnberg: Die englische Choreographin Jean Renshaw gründete 1994 das Tanzwerk Nürnberg. 1998 wurde sie leitende Choreographin am Theater Dortmund.
- Rodolpho Leoni: rodolpho leoni dance: Der gebürtige Brasilianer arbeitet seit 1989 als freier Choreograph in Deutschland, gründete 1996 die rodolpho leoni dance Company und ist seit dem Wintersemester 2006/07 Dozent und Choreograph an der Folkwang Hochschule in Essen.[3]
- Robert Poole: Robert Poole’s Moving Words: Der gebürtige Engländer war Solist des Ballett Frankfurt unter William Forsythe, bevor er für seine Tanzgruppe Robert Poole’s Moving Words choreographierte. Von 1998 bis 2003 war er Choreograph am Landestheater Linz, Österreich.
- Stephanie Thiersch: MOUVOIR: Stephanie Thiersch gründete 1997 die Tanzgruppe MOUVOIR.
- Amanda Miller: Pretty Ugly Dance Company: 1992 gründete die gebürtige Amerikanerin Amanda Miller die Pretty Ugly Dance Company. Sie gehört neben Robert Poole und Jacopo Godani zu der Generation, die als Tänzer und Choreographen wesentlich von William Forsythe beeinflusst wurden. 1997–2004 war die Kompanie unter dem Namen Ballett Freiburg Pretty Ugly am Freiburger Theater engagiert. Von Januar 2005 bis Mai 2009 war Amanda Miller künstlerische Direktorin von pretty ugly tanz köln.
- Rui Horta: S.O.A.P.: Einer der neben William Forsythe bekanntesten Choreographen der 90er Jahre war der Portugiese Rui Horta. Im Frankfurter Mousonturm choreographierte er für die Tanzgruppe S.O.A.P., bis die Gruppe 1998 aufgelöst wurde.
- Cathy Sharp: Cathy Sharp Dance Ensemble: Die Amerikanerin gründete 1991 in Basel ihr Ensemble, das bis heute über 20 von Cathy Sharp choreographierte Produktionen aufgeführt hat und mit zahlreichen Gast-Choreographen zusammengearbeitet hat.
- Naoko Tanaka, Morgan Nardi: Ludica: Die japanische visuelle Künstlerin Naoko Tanaka und der italienische Choreograph Morgan Nardi arbeiten seit 2001 unter dem Namen Ludica zusammen.
- Peter Schelling, Béatrice Jaccard: compagnie drift: Die Schweizer Peter Schelling (Schauspiel, Regie) und Béatrice Jaccard gründeten 1992 in Zürich die compagnie drift.
- Anselmo Zolla: AZet Dance Company: Der Brasilianer Anselmo Zolla gründete 1994 die Tanzgruppe AZet Dance Company, die vier Jahre lang aktiv war.
- VA Wölfl, Wanda Golonka: Neuer Tanz: Der österreichische Maler und Fotograf VA Wölfl gründete 1986 mit Wanda Golonka die Tanzgruppe Neuer Tanz.
- Gerda König: DIN A 13 tanzcompany: 1995 von Gerda König gegründet zählt die Tanzgruppe weltweit zu den wenigen mixed-abled Ensembles.
- Sasha Waltz: Sasha Waltz & Guests: Gemeinsam mit Jochen Sandig gründete Sasha Waltz ihre Compagnie Sasha Waltz & Guests.[4]
- Britta Lieberknecht: Britta Lieberknecht & Technicians: 1989 gründete Britta Lieberknecht gemeinsam mit Reinhard Gerum die Tanzgruppe Britta Lieberknecht & Technicians, die sich auf Tanzprojekte in Verbindung mit Installationen spezialisiert hat.[5]

#### In Europa
Freie Tanzgruppen, die außerhalb des deutschen Sprachraums tätig sind, aber auch in Deutschland bekannt sind:
- Akram Khan: Akram Khan Company: Der gebürtige Engländer mit indischen Wurzeln verbindet moderne Tanzformen mit traditionellem indischen Tanz und gründete im Jahr 2000 seine Company.
- Wayne McGregor: Random Dance: Random Dance ist wahrscheinlich eine der erfolgreichsten freien Tanzgruppen in Europa. 1992 von Wayne McGregor gegründet ist Random Dance inzwischen eine Tanzgruppe, die weltweit bekannt ist.

### Projektcharakter der künstlerischen Arbeit
Viele freie Tanzgruppen finanzieren sich durch Sponsoren, wobei hauptsächlich die Bundesländer in Erscheinung treten, aber auch Städte, kulturelle Einrichtungen und Unternehmen. Dies hat zur Folge, dass Tänzer und auch Choreographen häufig zu den städtischen Bühnen abwandern, wo sie eine höhere finanzielle Sicherheit und bessere Versorgungssituation vorfinden. Tanzstücke werden den aktuellen finanziellen und künstlerischen Möglichkeiten angepasst, ein festes Repertoire kann in den seltensten Fällen über einen längeren Zeitraum angeboten werden. Die Kunstform Tanz, sowieso schon von Hause aus eine flüchtige, ephemere Kunstform, hat bei freien Tanzgruppen noch ausgeprägter den Charakter des Unwiederholbaren. Viele Tanzgruppen finden sich nur für eine oder einige wenige Produktionen zusammen.

### Finanzierung
Es lassen sich drei Gruppen von Sponsoren unterscheiden: Die Städte und Bundesländer, Einrichtungen zur Förderung internationaler Beziehungen wie das Goethe-Institut oder der British Council und schließlich Unternehmen und Privatpersonen.

## Gründe für freie Tanzgruppen
Angesichts des organisierten Tanzbetriebs städtischer Bühnen stellt sich die Frage, welchen Beitrag freie Tanzgruppen liefern. Dazu muss berücksichtigt werden, dass städtische Bühnen bis heute einen sehr stark vom klassischen Ballett dominierten Spielplan aufweisen, während freie Tanzgruppen eine Vielzahl von Tanzrichtungen vertreten, angefangen bei zeitgenössischem Tanz bis zu Hip-Hop oder von nationaler Folklore beeinflussten Tanzformen (z. B. Akram Khan). Während in den letzten Jahren viele städtische Ballettkompanien auch zeitgenössische Tanzstücke anbieten, waren in den 1980er und 1990er Jahren höchstens neoklassische Tanzstücke möglich. Dies war insbesondere auf den Einfluss des Abonnementpublikums zurückzuführen, welches sich vorwiegend aus älteren und dem bürgerlichen Mittelstand zugehörigen Theaterbesuchern zusammen setzte. Seit die Theaterhäuser verstärkt auch die jüngeren Generationen für einen Theaterbesuch interessieren wollen, haben auch Kunstformen wie der zeitgenössische Tanz im städtischen Bühnenbetrieb einen Platz.
Eine weitere Entwicklung ist die Tatsache, dass viele Projekte nicht in den traditionellen Spartenbetrieb eines Stadttheaters passen, da sie verschiedene Kunstformen in einem Projekt einbinden. Einige Tanzgruppen tragen dem Rechnung, indem sie sich nicht Tanzgruppe, sondern Künstlerkollektiv nennen (z. B. Ludica, Sasha Waltz & Guests).